# توش شامبرلين
توش شامبرلين (بالإنجليزية: Tosh Chamberlain)‏ هو لاعب كرة قدم بريطاني في مركز الهجوم، ولد في 11 يوليو 1934 في لندن في المملكة المتحدة، وتوفي في 10 يناير 2021. لعب مع إبسفليت يونايتد ونادي دوفر أثليتيك ونادي فولهام.